# Bernardo Attolico
Bernardo Attolico, född 17 januari 1880, död 9 februari 1942, var en italiensk baron och diplomat.
Attolico var professor i ekonomi och finansväsen vid teknologiska institutet i Rom 1903–1907, var därefter bland annat emigrationsinspektör, sekreterare i handelsavtalskommissionen och delegat vid fredskonferensen i Versailles 1919. Då Nationernas förbund upprättades, blev han direktör för dess transitoavdelning och var en kort tid Nationernas förbuds kommissarie i Danzig. Han erhöll sedan flera viktiga diplomatiska uppdrag, 1927–1930 var han ambassadör i Brasilien och 1930–1935 i Sovjetunionen. 1930 blev han chef för ambassaden i Berlin och deltog aktivt i förberedelserna till Berlin-Rom-axeln. Attolico understödde ivrigt Nevile Hendersons ansträngningar att 1938 hindra ett krigsutbrott och var motståndare till Italiens inträde i andra världskriget. Han återkallades därför till Italien i maj 1940 och utsågs till ambassadör i Vatikanen.